# 291-ша піхотна дивізія (Третій Рейх)
291-ша піхотна дивізія (Третій Рейх) (нім. 291. Infanterie-Division) — піхотна дивізія Вермахту за часів Другої світової війни.

## Історія
291-ша піхотна дивізія була сформована 6 лютого 1940 року в ході 8-ї хвилі мобілізації Вермахту (нім. 8. Welle) в місті Інстербург 1-го військового округа (нім. Wehrkreis I).

## Райони бойових дій
- Німеччина (лютий — травень 1940);
- Франція (травень — червень 1940);
- Німеччина (Східна Пруссія) (липень 1940 — червень 1941);
- СРСР (північний напрямок) (червень 1941 — вересень 1943);
- СРСР (південний напрямок) (жовтень 1943 — червень 1944);
- Польща (липень 1944 — січень 1941);
- Німеччина (Сілезія) (січень — лютий 1945).

## Командування

### Командири
- генерал артилерії Курт Герцог (нім. Kurt Herzog) (7 лютого 1940 — 10 червня 1942);
- генерал-лейтенант Вернер Геріц (нім. Werner Göritz) (10 червня 1942 — 15 січня 1944);
- генерал-майор Оскар Екгольт (нім. Oskar Eckholt) (15 січня — 10 липня 1944);
- генерал-майор Артур Фінгер (нім. Arthur Finger) (10 липня 1944 — 27 січня 1945, загинув у бою);

## Нагороджені дивізії
Нагороджені Сертифікатом Пошани Головнокомандувача Сухопутних військ для військових формувань Вермахту за збитий літак противника
- 28 жовтня 1941 — 1-ша батарея 291-го артилерійського полку за дії 25 вересня 1941 (10);

Нагороджені дивізії
|  | Кавалери Нагрудного знаку ближнього бою в золоті                                                            | 5  |
|  | Кавалери Золотого Німецького Хреста                                                                         | 55 |
|  | Категорія:Кавалери Лицарського хреста Залізного хреста                                                      | 15 |
|  | Кавалери Почесної відзнаки сухопутних військ «Почесна застібка на орденську стрічку для Сухопутних військ»» | 10 |

- Нагороджені Сертифікатом Пошани Головнокомандувача Сухопутних військ (4)
- Нагороджені Сертифікатом Пошани Головнокомандувача Сухопутних військ за збитий літак противника (3)